# Krajina parforsního honu na severu Sjællandu
Krajina parforsního honu na severu Sjællandu je název jedné z dánských lokalit světového kulturního dědictví UNESCO (skládající se ze tří území). Je to 4 543 hektarů kulturní, převážně lesnaté krajiny na severu ostrova Sjælland. Lokality byly pro zapsání na seznam UNESCO navrženy v roce 2010 a zapsány v roce 2015 na 39. zasedání Výborem pro světové dědictví.
Ochrana UNESCA se vztahuje na tři různá území. Zatímco lovecký park Jægersborg Dyrehave se nachází 13 km severně od centra Kodaně, lesní komplexy Store Dyrehave a Gribskov jsou situovány v blízkosti královského paláce Frederiksborg. Lesní porosty a související budovy jsou součástí zachovalé barokní kulturní krajiny zformované na přelomu 17. a 18. století, ve které se konaly parforsní hony za účasti dánských králů a nejvyšší aristokracie. Tradice lovu v tomto regionu však sahá až do středověku.

## Lesopark Dyrehaven
Dyrehaven (dánsky „Jelení park“), oficiálně Jægersborg Dyrehave, je lesopark (původně královská lovecká obora) severně od Kodaně. Rozkládá se na ploše přibližně 1100 hektarů. Dyrehaven je proslulý směsicí mohutných starých dubů a velkou populací jelenů a daňků. Ještě před zapsáním na Seznam světového dědictví UNESCO byl lesopark pro své krajinářské hodnoty v roce 2006 vybrán mezi dvanáct nejvýznamnějších architektonických a krajinářských děl dánského kulturního dědictví a na seznam tzv. Dánského kulturního kánonu.
V roce 1669 král Frederik III. Dánský rozhodl, že les „Boveskov“ (Bukový les) bude oplocen a do nové obory budou zahnáni divocí jeleni z okolních oblastí. Tehdejší obora měla rozlohu přibližně tři čtvereční kilometry. Jeho syn Kristián V. Dánský v mládí pobýval na dvoře Ludvíka XIV. ve Francii. Zde se seznámil s parforsním honem (lov se psy). Tento způsob lovu vyžadoval větší plochu, a tak nový král zvětšil rozlohu na asi 16 čtverečních kilometrů. Poslední významné a rozsáhlé krajinářské úpravy zde provedl v 19. století Rudolph Rothe, víceméně do současné podoby lesoparku. 
Dyrehaven je oblíbenou rekreační oblastí Kodaně, z které je dobře dostupný jak autem, tak vlakem. Navíc, na samém jižním okraji lesoparku (nedaleko od nádraží Klampenborg) se nachází Dyrehavsbakken, což je  nejstarší zábavní park na světě.

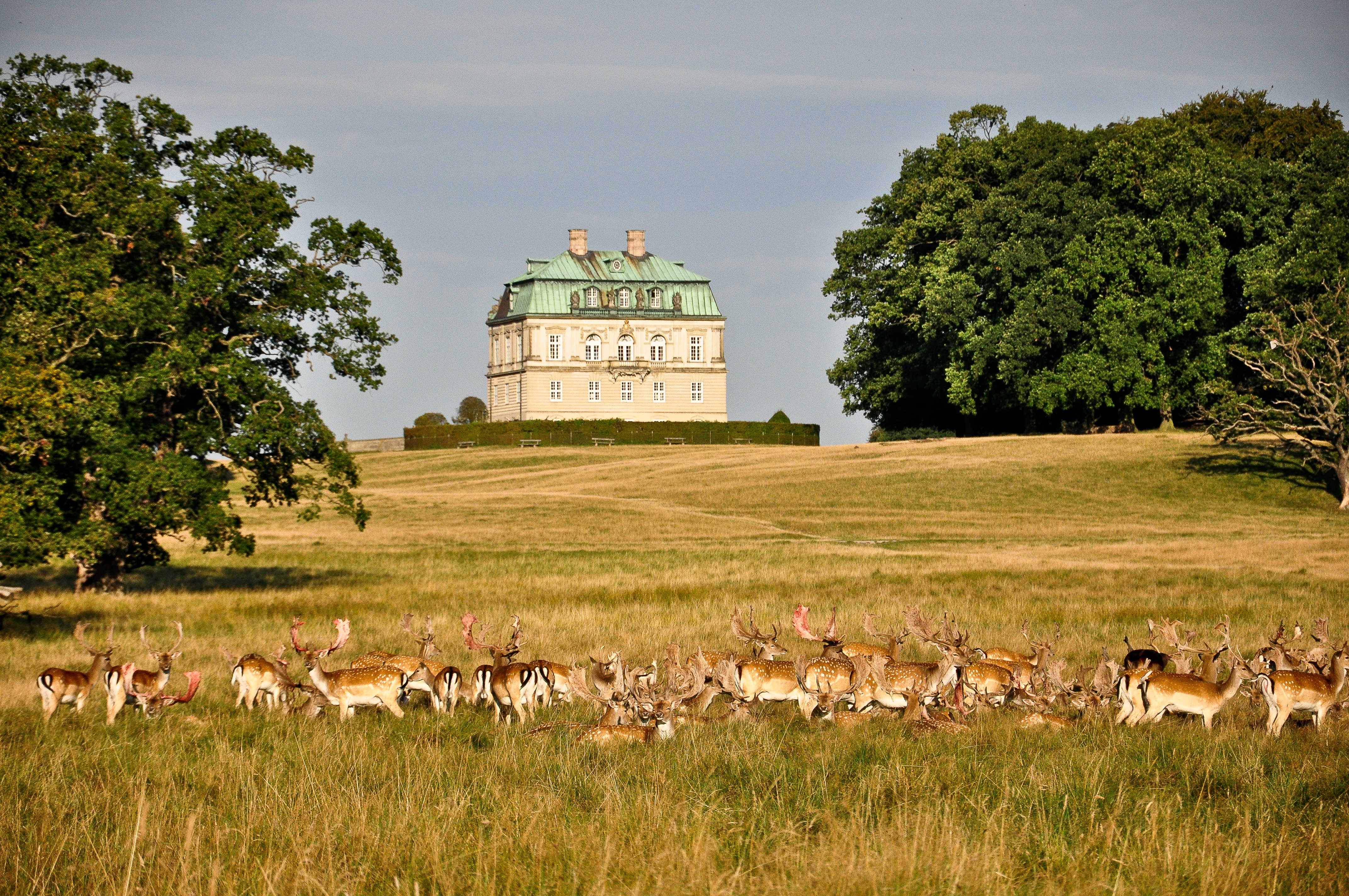
Dyrehaven: královský lovecký zámeček Eremitageslottet
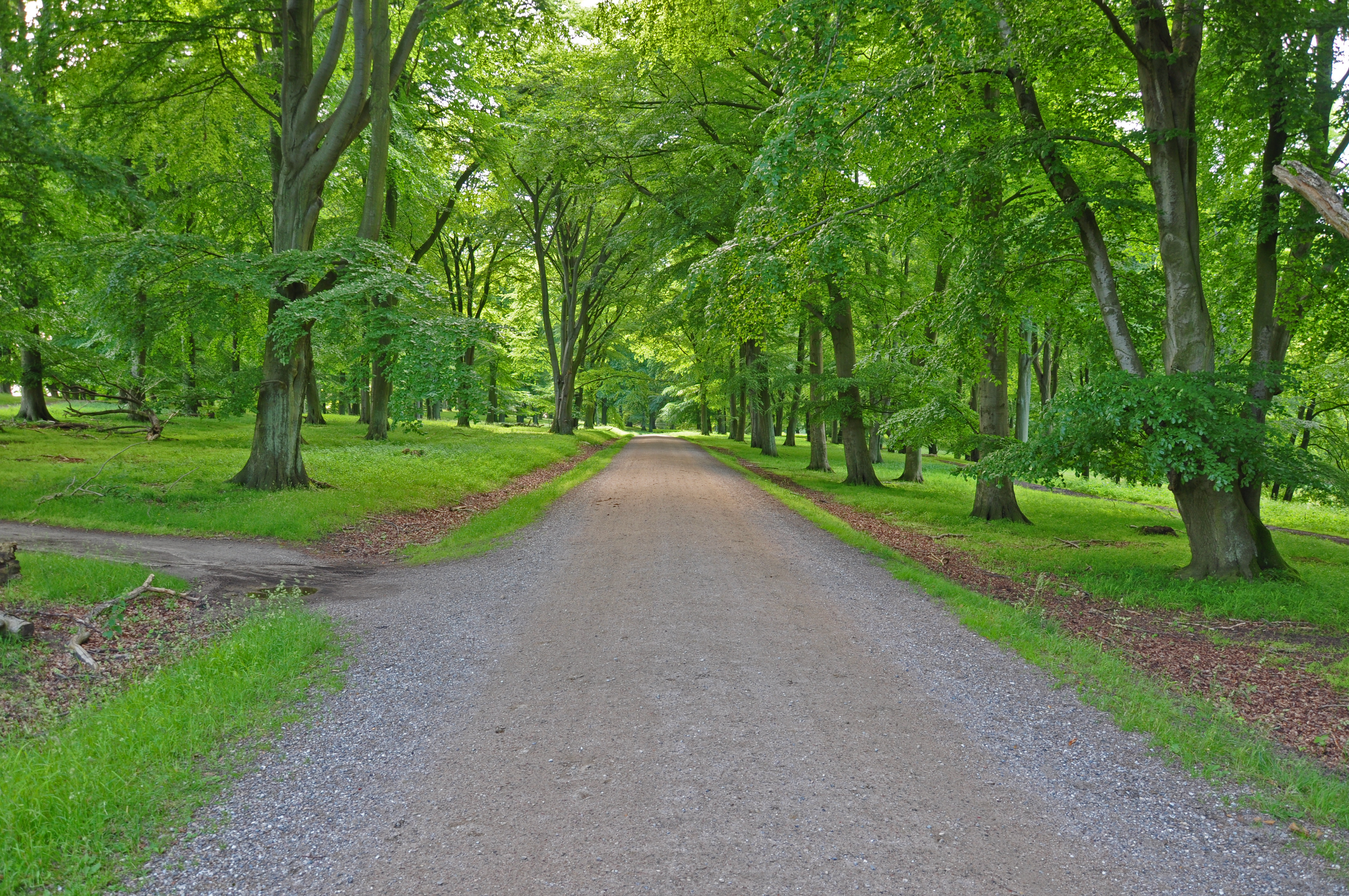
Alej: cesta mezi Eremitagesletten a Raadvad
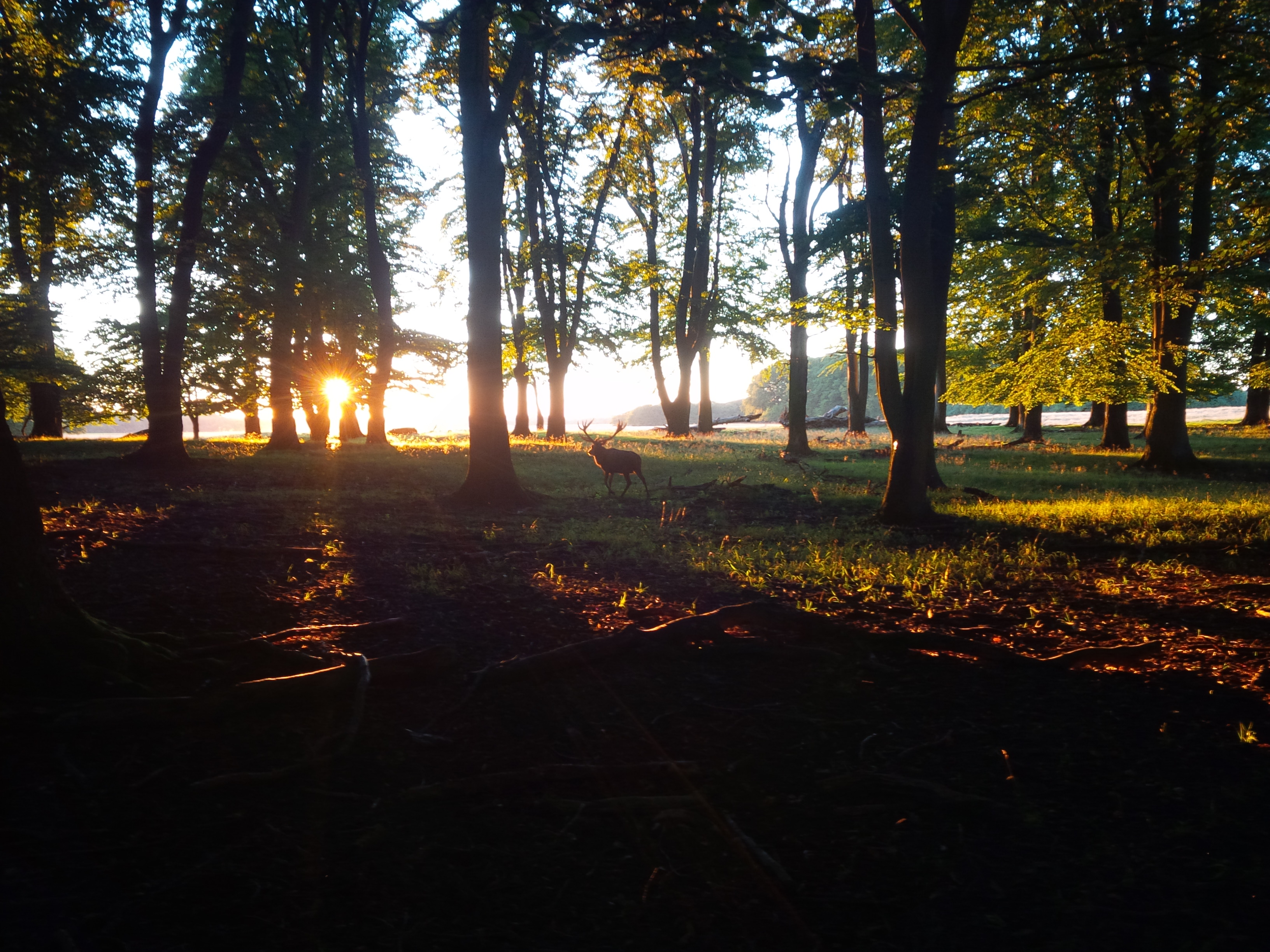
Západ slunce v Dyrehaven
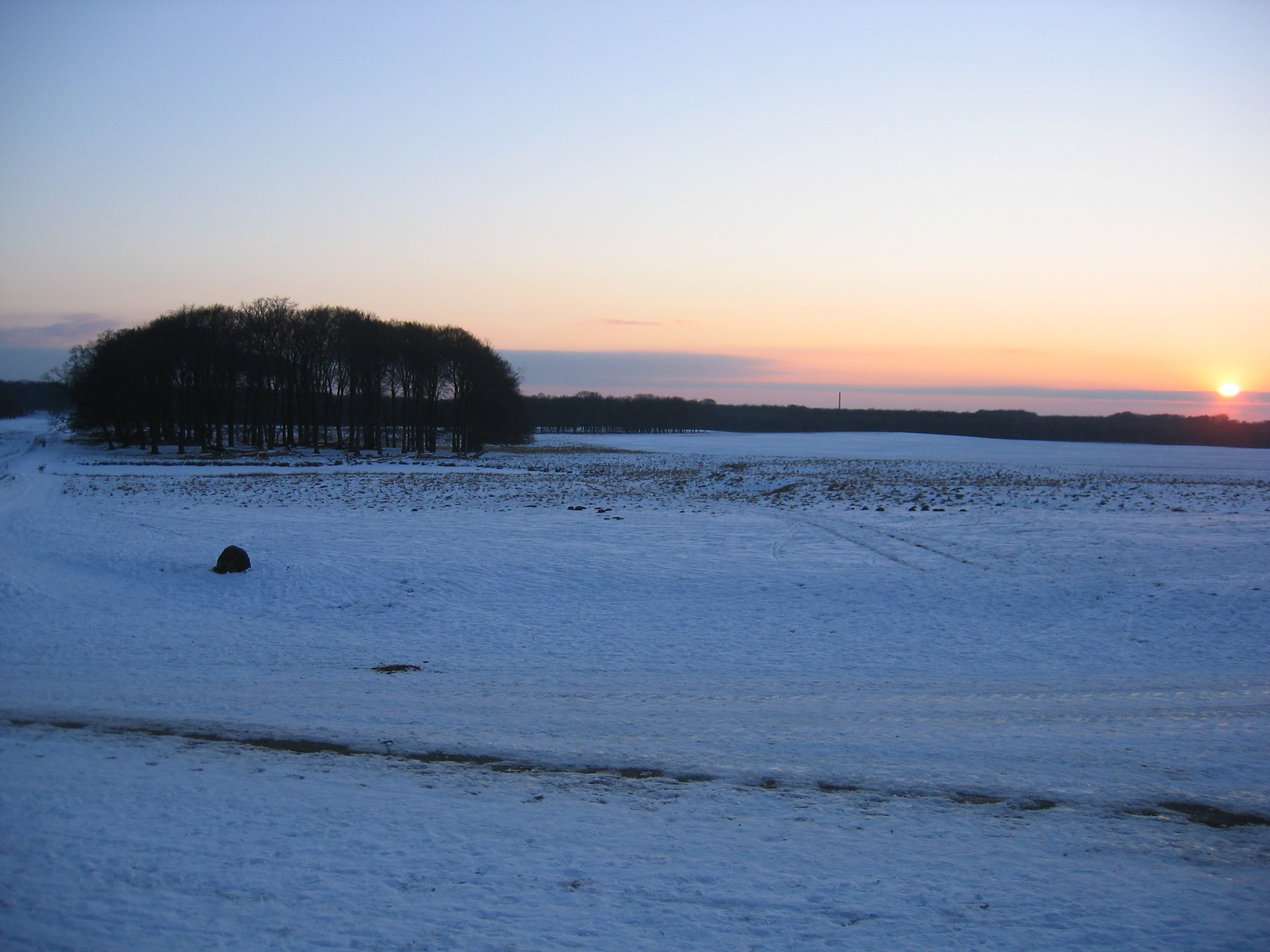
Eremitagesletten v zimě
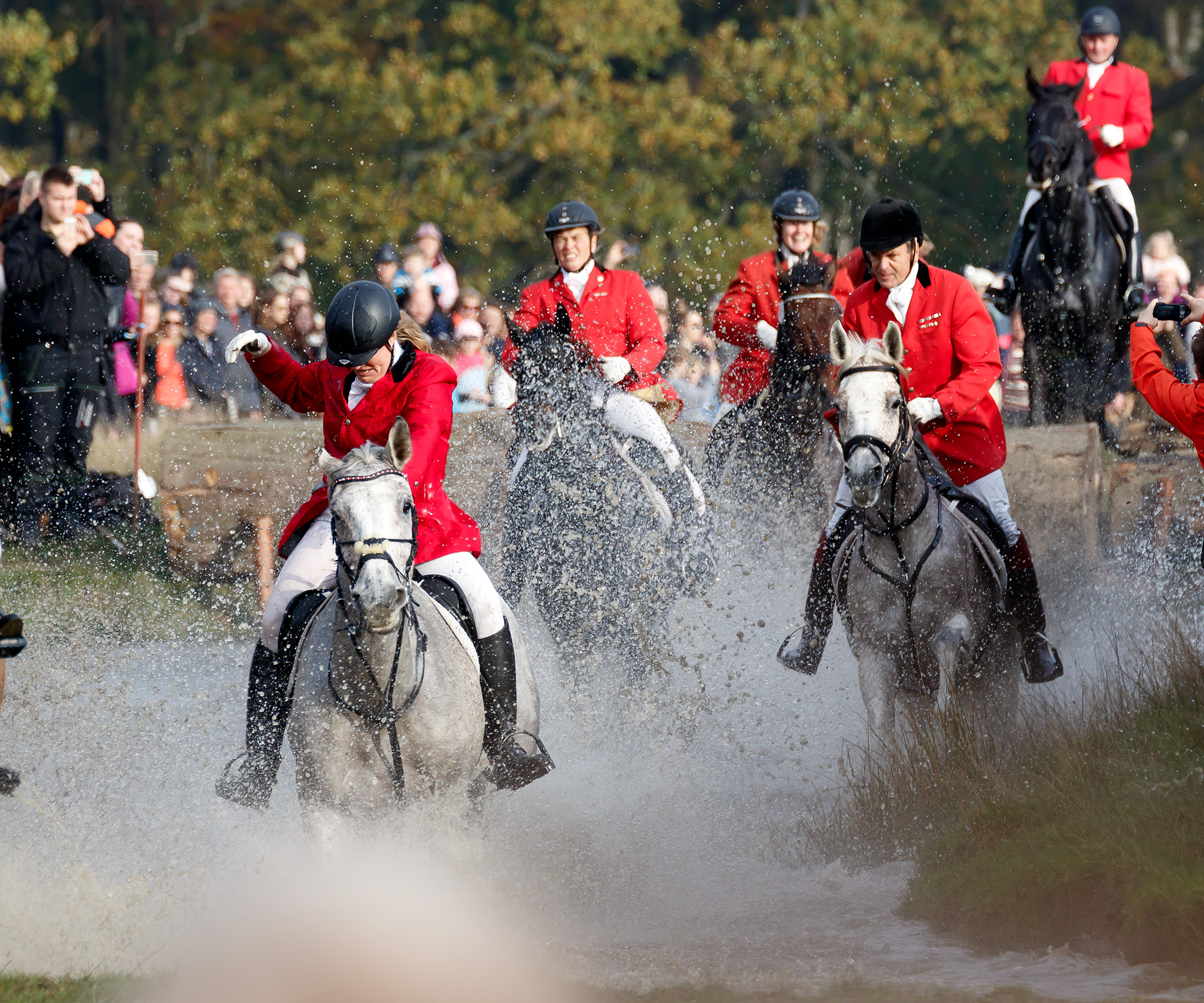
Každoroční Hubertův hon

## Store Dyrehave
Store Dyrehave (doslova Park velkých zvířat) je les, který leží mezi městem Hillerød na severu, vesnicí Ny Hammersholt (západně od lesa) a městem Lillerød (jižně od lesa). Les má téměř přesně čtvercový tvar, mírně pootočený přibližně severo-severozápadním směrem. Skládá se z jehličnanů a buků a v letech 1619–1628 byl ohrazen kamennými zdmi jako královský park pro lov jelenů. V roce 1680 zde Kristián V. Dánský zavedl geometrický systém cest tvořících hvězdu s osmi odbočkami pro parkový lov. Na území již zmíněného města Hillerød totiž leží velký renesanční zámek Frederiksborg a král zval hosty na lov do této nedaleké obory. Přestože parkový lov byl v roce 1777 zrušen, systém cest a očíslované kamenné sloupky zůstaly plně zachovány (viz první obrázek).

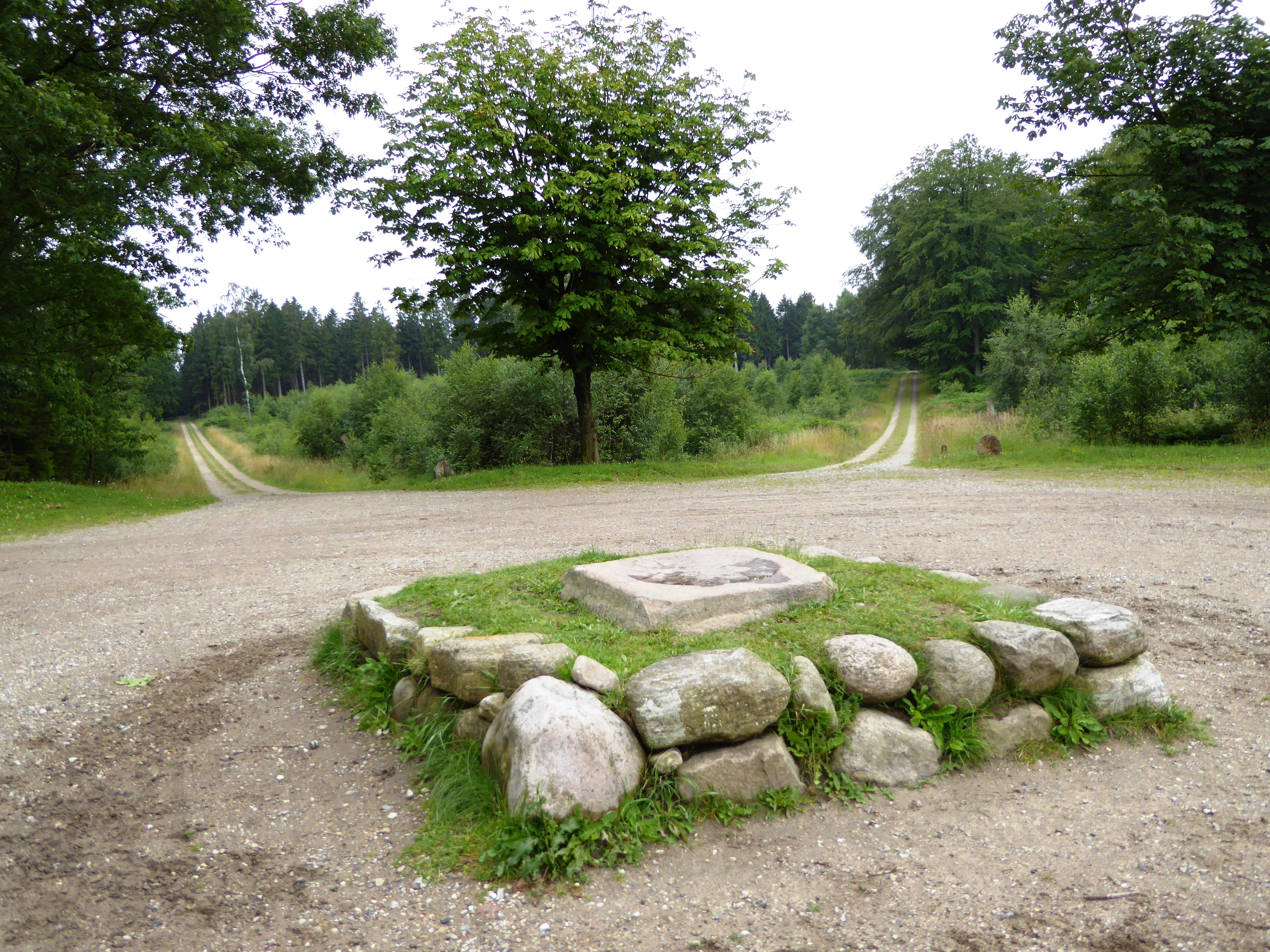
Store Dyrehave: centrální průsečík osmi lesních cest
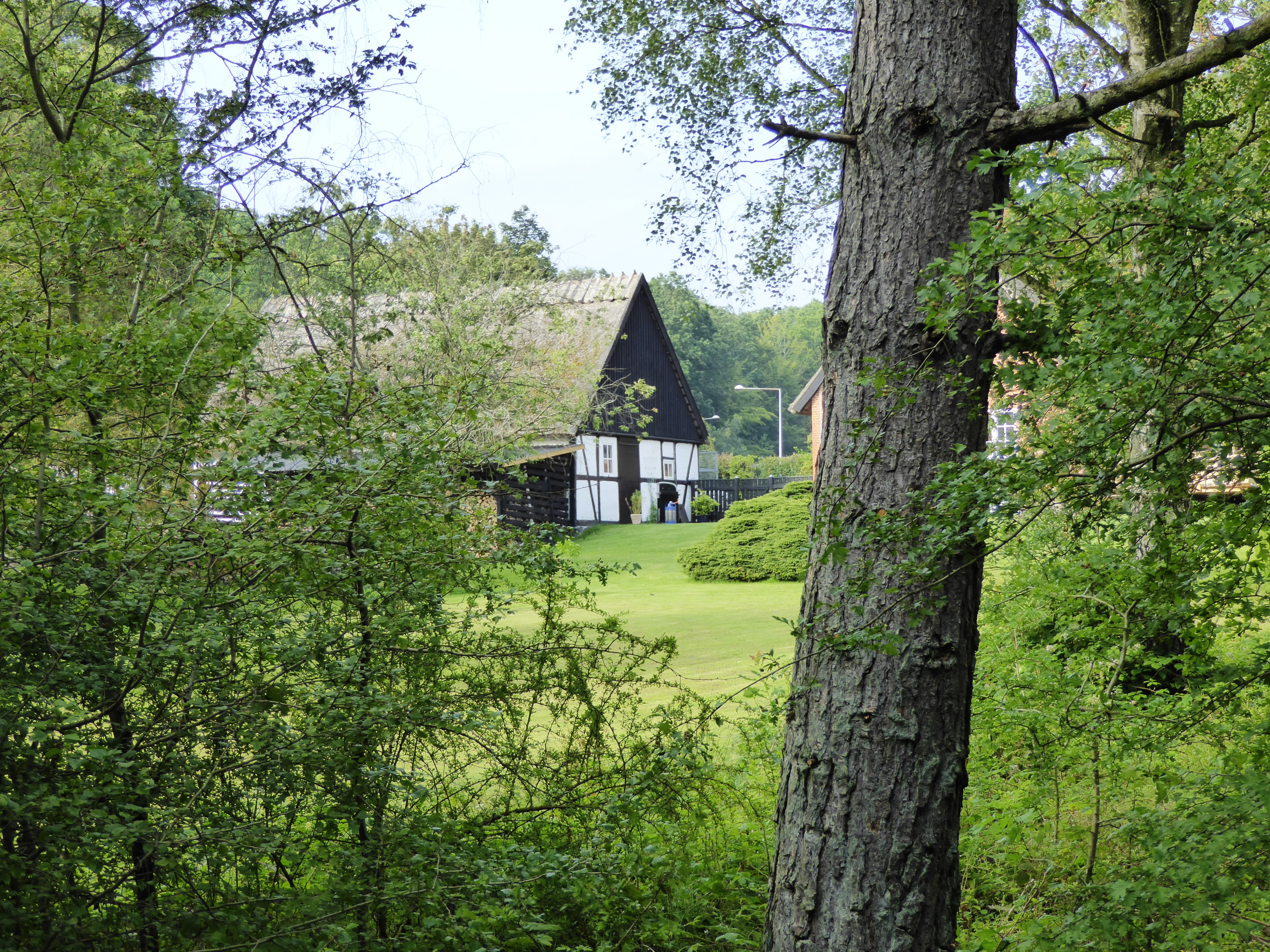
Store Dyrehave: původně hřebčín
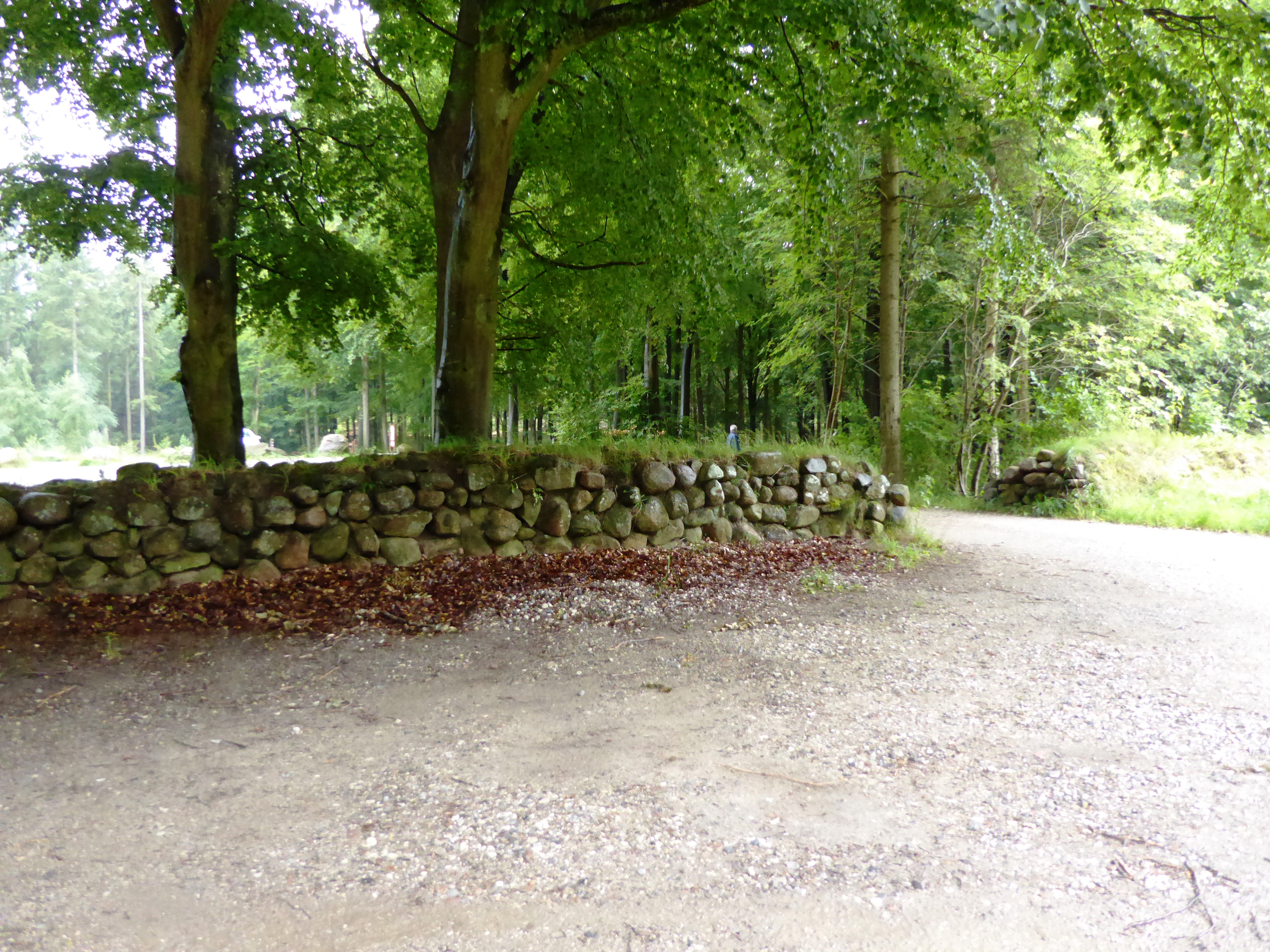
Store Dyrehave: kamenná zídka

## Gribskov
Gribskov se nachází také nedaleko od zámku Frederiksborg, ale „na opačnou stranu“ než Store Dyrehave, tedy severně od zámku a původně sloužil opět králi a jeho hostům pro lov. Rozkládá se západně a jižně od jezera Esrum. Kromě zápisu na seznam UNESCO je také součástí mnohem většího národního parku Kongernes Nordsjælland, který byl zřízen v roce 2018. Navíc je (společně s jezerem Esrum) součástí soustavy chráněných území Natura 2000 a rovněž byl vyhlášen jako významné ptačí území. Les je domovem největších populací hohola severního (Bucephala clangula), vodouše kropenatého (Tringa ochropus) a datla černého (Dryocopus martius) v Dánsku.

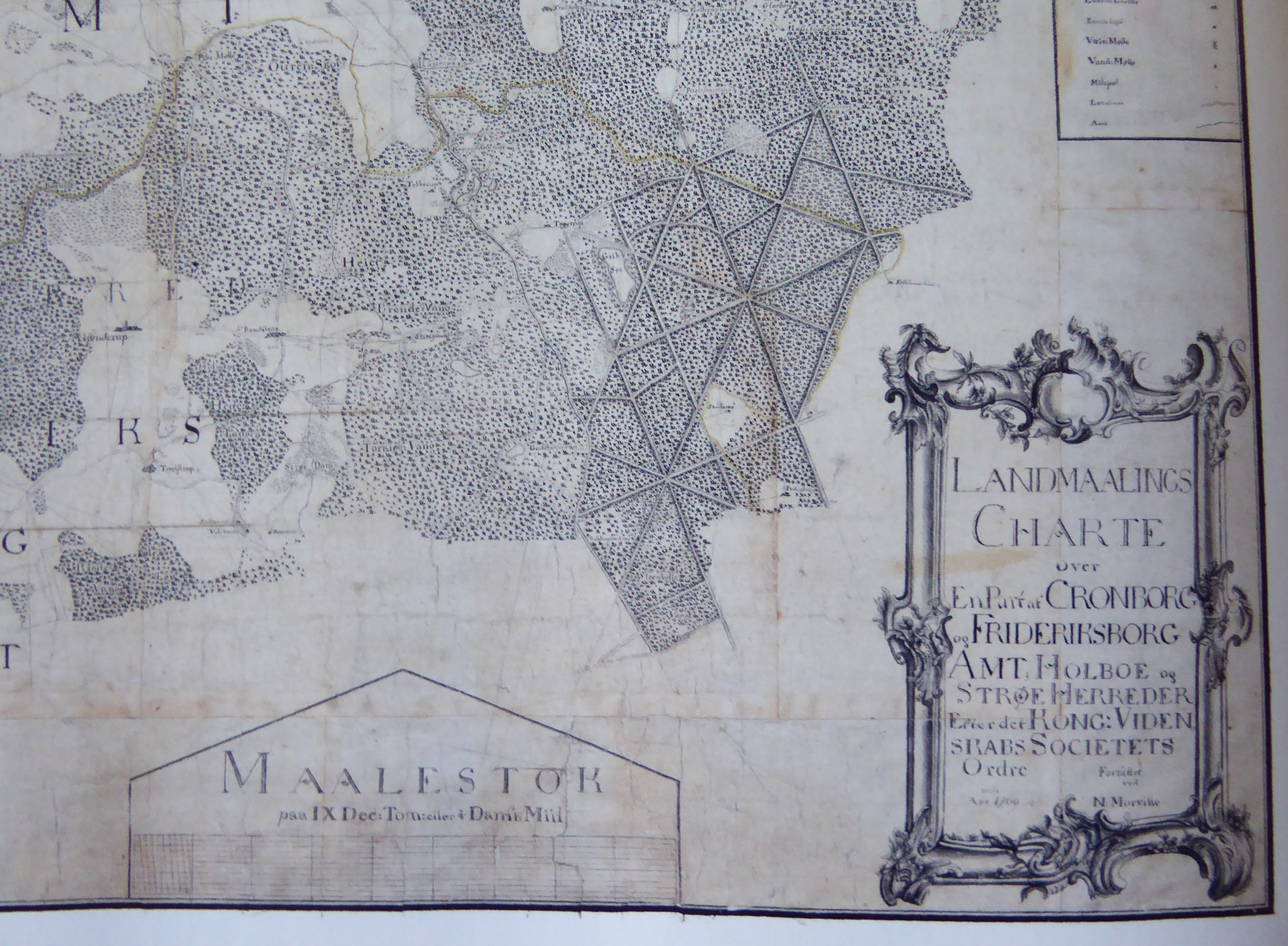
Mapa z roku 1766
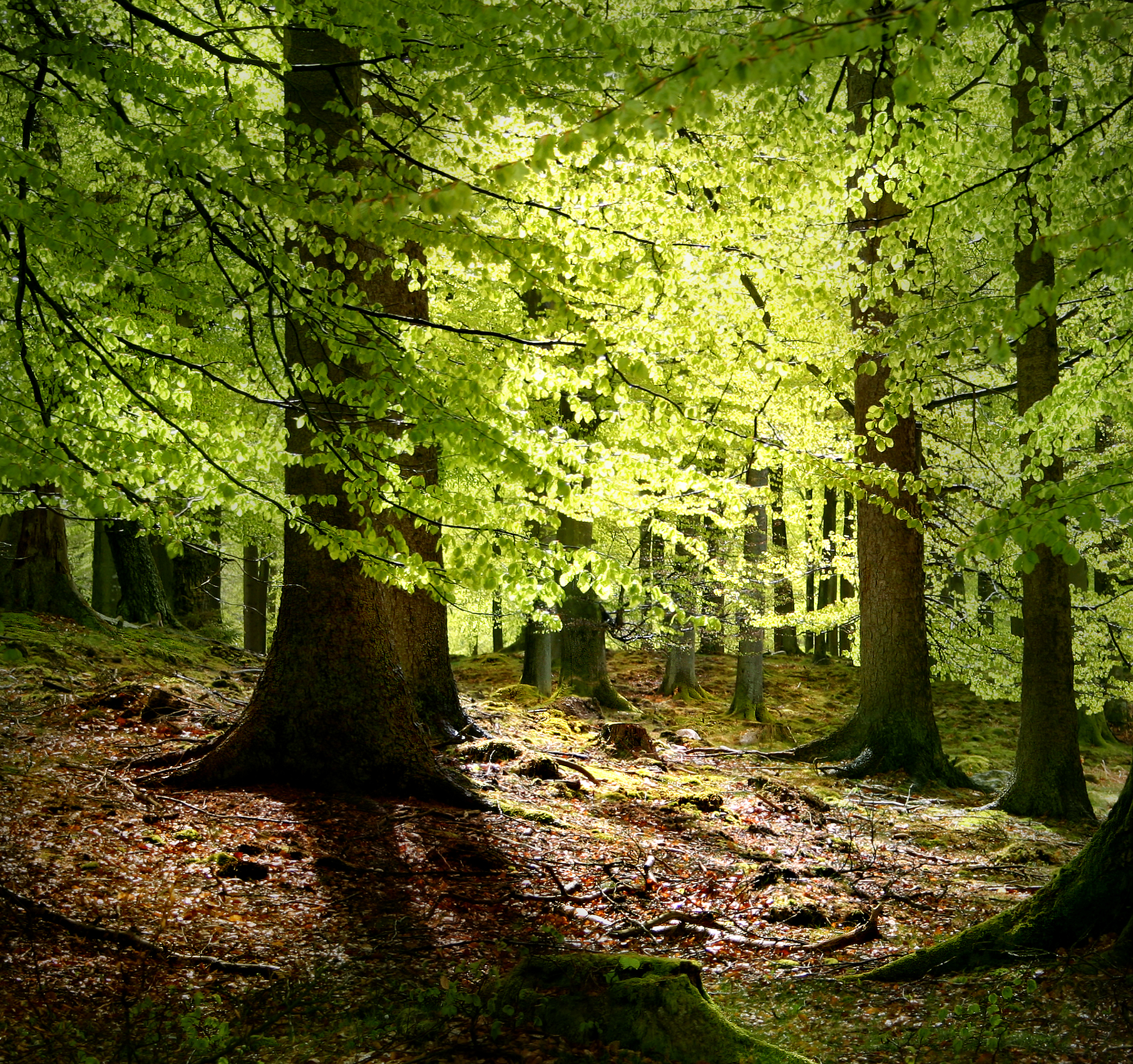
Gribskov: staré buky
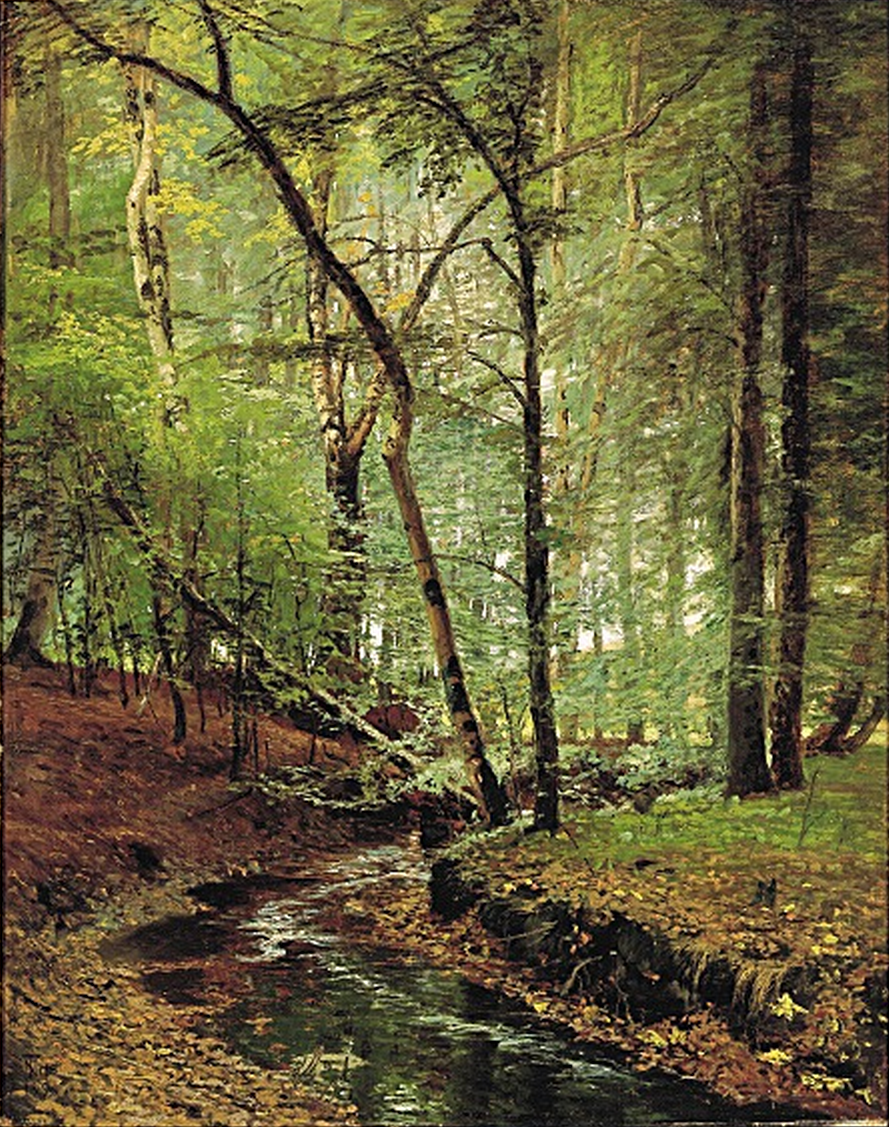
Gribskov: les s potůčkem